# Psytalla
Psytalla is een geslacht van wantsen uit de familie van de Reduviidae (Roofwantsen). Het geslacht werd voor het eerst wetenschappelijk beschreven door Carl Stål in 1859.

## Soorten
Het genus bevat de volgende soorten:

- Psytalla ducalis (Westwood, 1845)
- Psytalla dudgeoni Distant, 1919
- Psytalla horrida (Stål, 1865)
- Psytalla incognita Distant, 1919
- Psytalla johnstoni Distant, 1919
- Psytalla samwelli Distant, 1919